# Gustavo Adolfo Hércules de Chermont
Gustavo Adolfo Hércules de Chermont (em francês Gustave Adolphe Hèrcules de Chermont) foi um marechal de campo e governador francês ao serviço de Portugal. Foi governador da praça de Almeida. 

## Guerra das Laranjas
Os portugueses recusaram e em 28 de fevereiro de 1801, a França declarou guerra a Portugal, seguida em 2 de março por declarações espanholas de apoio à sua aliança com a França: instituindo a Guerra das Laranjas. A defesa da Beira ficou a cargo do Marquês de Alorna, ficando a fortaleza sob o comando do Marechal de Campo Gustavo Adolfo Hércules de Chermont, que acelerou a execução do plano complementar apresentado em 1795 e 1796, e manifestou a urgência de erguer um aterro sobre o bastião de São João de Deus.